# Upper Rissington
Upper Rissington é uma paróquia e aldeia do distrito de Cotswold, no condado de Gloucestershire, na Inglaterra. De acordo com o Censo de 2011, tinha 1046 habitantes. Tem uma área de 1,68 km². Esta aldeia fica situada próxima do antigo aeródromo da Força Aérea Real (RAF), RAF Little Rissington.